# Total krig
Total krig er en krig af ubegrænset omfang, hvor en krigsførende mobiliserer alle til rådighed stående ressourcer: menneskelige, industrielle, landbrugs, militære, naturlige, teknologiske med henblik på fuldstændig at ødelægge fjenden eller eliminere hans mulighed for at gøre modstand.
Total krig har været anvendt i århundreder, men det var først i det 19. århundrede, at militærteoretikere udskilte total krig som en særlig form for krigsførelse. I en total krig gøres der i ringe grad forskel på krigsførende og civile, da så godt som alle civile som soldater anses for at være en del af krigsindsatsen.

## Etymologi
Begrebet "total krig" kan spores tilbage til Erich Ludendorffs erindringer Der Totale Krieg om 1. verdenskrig, som blev udgivet i 1936. Begrebet findes også i Clausewitzs klassiske bog Vom Kriege. USAF general Curtis LeMay opdaterede begrebet til atomvåbnenes tidsalder. Han mente, at total krig skulle føres ved at affyre hele det nukleare arsenal på en gang i et overvældende slag.

## Tidlige historie
Den først dokumenterede totale krig var den Peloponnesiske krig beskrevet af historikeren Thukydid. Den blev udkæmpet mellem Athen og Sparta mellem 431 og 404 f.Kr. Tidligere var græsk krigsførelse en begrænset og ritualistisk form for konflikt. Hære af hoplitter mødtes på slagmarken og afgjorde krigen på en enkelt dag. Under den Peloponnesiske krig varede krigen derimod i årevis og tærede på de deltagende bystaters ressourcer. Der blev begået grusomheder i et aldrig tidligere set omfang, og hele befolkninger blev solgt som slaver som på øen Melos (nu Milos). Ved krigens slutning var den græske verden ændret. En stor del af den henlå i fattigdom og det tidligere så betydningsfulde Athen var svækket i en grad, som aldrig fuldstændig blev overvundet.
I Middelalderen var Mongolerne i det 11. århundrede frygtet for deres brug af total krig, tæt på folkemord. Mest bemærkelsesværdig var erobringen af Bagdad. Tallet på de dræbte svinger, men selv forsigtige skøn er tæt på en million. Mongolerne var langt fra beskæmmede over deres handling og samlede de massakreredes kranier i store dynger til skræk og advarsel.
Trediveårskrigen må også betragtes som en total krig. Krigen blev udkæmpet 1618 - 1648 især i det, som i dag er Tyskland. Næsten alle større europæiske magter var involveret, og økonomien i hvert af dem var centreret om krigen. Civilbefolkningen led store tab – "krigen nærer krigen". De civile tab ligger på ca. 25-30% af befolkningen som følge af krig, hungersnød og sygdom. Størrelsen og optræningen af hære voksede dramatisk, og det samme gjorde udgifterne til at holde hære i felten. Plyndringer blev ofte anvendt for at betale og føde hære.
Efter Trediveårskrigen og til den Franske revolution var de fleste krige i Europa mindre krige med begrænsede mål, såkaldte Kabinettskriege.

## 18. og 19. århundrede

### Den franske revolution
Den franske revolution indførte delvist total krig. Den nyfødte republik stod over for en stærk koalition af europæiske stater. Den eneste løsning, som den jakobinske regering kunne se, var at indsætte alle nationens ressourcer – det var fremkomsten af levée en masse. Nationalkonventets dekret af 23. august 1793 viser tydeligt størrelsen af den franske krigsindsats:
| Citat | Fra det øjeblik og indtil dets fjender er drevet tilbage fra republikkens jord er alle franskmænd permanent rekvireret til tjeneste for hærene. De unge mænd skal kæmpe, de gifte mænd skal smede våben og sørge for transport. Kvinderne skal lave telte og klæder og gøre tjeneste på hospitaler. Børnene skal lave linned til forbindinger. De gamle mænd skal gå til offentlige pladser og styrker krigernes mod og forkynde had mod konger og republikkens enhed. | Citat |
|       | |       |

Efter dekretet af 23. august voksede de franske styrker ved fronten til 800.000 mand, og der var i alt 1,5 mio. i tjeneste – det var første gang en hær på over en million var blevet mobiliseret i Vestens historie. I de næste 20 år med næsten uafbrudt krig antages det, at omkring 5 mio. døde, formentlig omkring halvdelen civile – og Frankrig bidrog alene med næsten 1 mio. (ifølge nogle kilder over 1 mio.) døde – en væsentlig større andel af befolkningen end i de to verdenskrige.
Under Napoleons felttog i Rusland i 1812 vurderer Adam Zamoyski, at næsten 1 mio. døde i løbet af et halvt års kampe. Under felttoget ødelagde russerne infrastrukturen og landbruget under deres tilbagetog for at hæmme franskmændene og berøve dem forsyninger. Under felttoget i 1813 udgjorde de allierede styrker i Tyskland alene omkring 1 mio., mens et fransk dekret to år senere under De hundrede dage drejede sig om mobilisering af 2,5 mio. mand (selv om højest en femtedel var nået frem, da franskmændene led nederlag i Slaget ved Waterloo). Under den langvarige krig på den Iberiske halvø fra 1808 til 1814 blev ca. 300.000 franske soldater engageret af ikke blot flere hundrede tusinde regulære spanske, portugisiske og britiske soldater, men også af et enormt og vedvarende guerillaoprør. Der var 300.000 franske døde alene på den Iberiske halvø.

### Taiping oprøret
Under Taipingoprøret (1850-1864) som fulgte af spaltningen af Tàipíng Tiānguó (太平天國,T'ai-p'ing t'ien-kuo) (Himmelske kongerige af perfekt fred) fra Qing imperiet kom det til det første eksempel på total krig i det moderne Kina. Næsten alle indbyggere i Tàipíng Tiānguó fik militær træning og blev udskrevet til at kæmpe i hæren mod de kejserlige styrker.
Under denne krig forsøgte begge sider at unddrage modstanderen ressourcerne til at fortsætte krigen, og det blev almindelig praksis at ødelægge landsbrugsområder, slagte befolkningen i byerne og afkræve erobrede områder en høj pris, for i drastisk grad at svække fjendens krigsindsats. Denne krig var i sandhed total, da civile på begge sider deltog i betydelig grad og ved at hære på begge sider førte krig mod civile som mod militære styrker. I alt døde der mellem 20 og 50 mio. mennesker i krigen, hvilket gjorde den mere blodig end 1. verdenskrig og muligvis mere blodig end 2. verdenskrig, hvis man skal tro de højeste skøn.

### Amerikanske borgerkrig
Under den amerikanske borgerkrig blev general Phillip Sheridans Shenandoah-kampagne, som indledtes den 21. september 1864 og fortsatte i to uger, anset for "total krig". Dens formål var at fjerne fødevarer og forsyninger af vital betydning for Sydstaternes militære operationer og samtidig slå et slag mod den civile moral i Sydstaterne. Sheridan greb chancen, da han opdagede at de fjendtlige styrker var for svage til at modstå hans hær.
Unionsgeneral William Tecumseh Shermans 'Shermans march mod havet' i november/december 1864 ødelagde de ressourcer, som var nødvendige for Sydstaternes krigsførelse. Sherman anses for at være den første militære leder, som bevidst og med overlæg brugte total krig som en militær strategi. General Ulysses S. Grant og præsident Abraham Lincoln var modstandere af planen, til Sherman overbeviste dem om dens nødvendighed.

## 20. århundrede

### 1. Verdenskrig
Næsten hele Europa blev mobiliseret til at udkæmpe 1. Verdenskrig. Unge mænd blev fjernet fra produktionen og erstattet med kvinder. Rationering blev indført på hjemmefronterne. Bulgarien mobiliserede en større andel af sin befolkning end noget andet land i krigen – en fjerdedel, eller 600.000.
En af egenskaberne ved total krig i Storbritannien var brugen af propagandaplakater for at samle al opmærksomhed på hjemmefronten om krigen. Plakaterne blev brugt til at påvirke folket om hvad de skulle spise og hvilke erhverv de skulle søge (kvinder blev brugt som sygeplejersker og i våbenfabrikker) og for at ændre holdninger til støtte for krigsindsatsen.
Efter at slaget om Neuve Chapelle og den store britiske offensiv i marts 1915 var slået fejl, hævdede den britiske øverstkommanderende feltmarskal John French, at den var slået fejl på grund af mangel på granater. Det første til granatkrisen i 1915, som bragte den liberale regering under premierminister H. H. Asquith til fald. Han dannede en ny koalitionsregering, som var domineret af de liberale og udpegede David Lloyd George til minister for krigsproduktion. Det var en anerkendelse af, at hele økonomien måtte indstilles på krig, hvis de allierede skulle kunne klare sig på Vestfronten.
I takt med at de unge mænd forlod gårdene, faldt den indenlandske fødevareproduktion i Storbritannien og Tyskland. I Storbritannien reagerede man ved at importere flere fødevarer selv om Tyskland indførte uindskrænket ubådskrig, og ved at indføre rationering. Royal Navys blokade af tyske havne forhindrede Tyskland i at importere fødevarer og fremskyndede Tysklands nederlag ved at skabe en fødevarekrise i Tyskland.

### 2. Verdenskrig
2. Verdenskrig kan ses som kvintessensen af total krig i moderne forstand. Graden af national mobilisering af ressourcer på alle sider i konflikten, størrelsen af området, som blev inddraget i krigen, størrelsen af hærene, flåderne og luftstyrkerne, som blev skabt ved mobilisering, den aktive inddragelse af civile (og civil ejendom) som mål, den fuldstændige ignorering af civile tab og de krigsførendes ubegrænsede mål gjorde det til en total krig af multikontinentalt omfang.

#### Kejserriget Japan
I 1930'erne og 1940'erne gennemførte Kejserriget Japans regeringer en række beslutninger, som skulle fremme en total krigsindsats i krigen mod Kina og vestlige magter og forøge industriproduktionen. Blandt dem var den nationale åndelige mobiliseringsbevægelse, Ligaen af parlamentsmedlemmer som tror på målene med den hellige krig og Det kejserlige hjælpeselskab.
Den Nationale mobiliseringslov havde 50 paragraffer, som etablerede regeringskontrol med civile organisationer, herunder fagforeninger, nationalisering af strategiske industrier, priskontrol og rationering samt nationalisering af pressen. Lovene gav regeringen bemyndigelse til at bruge ubegrænsede midler til at understøtte krigsproduktionen og til at kompensere fabrikanter for tab som følge af krigsmobiliseringen. 18 af de 50 paragraffer rummede straffe for overtrædelser.
For at styrke sin produktionen brugte Japan millioner af slavearbejdere og udskrev over 18 mio. slavearbejdere i Fjernøsten.

#### Storbritannien
Inden 2. Verdenskrig brugte Storbritannien sine erfaringer fra 1. Verdenskrig til at udforme lovgivning, som tillod en øjeblikkelig mobilisering af økonomien, hvis en krig skulle bryde ud.
| Citat                                                                 | ... Der er en anden mere oplagt forskel til 1914. Hele de krigsførende nationer er involveret, ikke kun soldater, men hele befolkningen, mænd, kvinder og børn. Fronterne kan ses overalt. Skyttegravene er gravet i byer og gader. Hver landsby er befæstet. Hver vej er spærret. Frontlinjen løber gennem fabrikkerne. Arbejderne er soldater med andre våben, men med det samme mod. | Citat |
| Winston Churchill, 18. juni 1940 i radioen og 20. august i Underhuset | |       |

Rationering af de fleste varer og tjenester blev indført, ikke kun for forbrugere, men også for producenterne. Det betød at fabrikker, som fremstillede produkter som ikke var af betydning for krigsindsatsen, blev tildelt mere passende opgaver. Al kunstigt lys blev mørkelagt ved lov.
Det var ikke kun mænd, som blev indkaldt som værnepligtige i de væbnede styrker fra krigens begyndelse (det blev først indført midt under 1. verdenskrig), men kvinder blev også indkaldt til at gøre tjeneste på landet (Land Girls) og unge mænd blev indkaldt til at bryde kul i minerne [Bevin Boys).
Der forventedes enorme tab som følge af bombeangreb, så børn blev i stort tal evakueret fra London og andre storbyer og indkvarteret på landet. Indkvarteringen var obligatorisk. På langt sigt frembragte det nogle af de dybeste og mest langvarige sociale konsekvenser af krigen i Storbritannien, da de betød, at børn blev blandet med voksne fra andre sociale lag. Ikke blot blev mellem- og overklassen bekendt med de dårlige forhold, som børn af arbejderklassen levede under i slumkvartererne i byerne, men børnene fik en chance for at se husdyr og landskaber, ofte for første gang, og for at opleve livet på landet.
Brugen af statistisk analyse, som blev kendt som operationsanalyse, til at ændre militær taktik var en afvigelse fra alt, hvad der tidligere var forsøgt. Det var et stærkt redskab, men betød en yderligere afhumanisering af krigen, især når den foreslog strategier, der var i strid med det intuitive. Af eksempler på hvordan statistisk analyse direkte påvirkede taktikken kan nævnes det arbejde, som blev gjort af Patrick Blacketts gruppe om den optimale størrelse og hastighed for konvojer og indførelse af bomberstrømme af Royal Air Force til at imødegå natjagerforsvaret i Kammhuber-linjen.

#### Tyskland
I modsætning til Storbritannien indledte Tyskland krigen inden for rammerne af Blitzkriegs konceptet. Officielt accepterede landet ikke, at der var tale om en total krig før Joseph Goebbels' tale i Sportspalast den 18. februar 1943. Før blev kvinder hverken indkaldt til de væbnede styrker eller fik lov til arbejde i fabrikkerne. Nationalsocialisterne holdt fast i, at kvindernes plads var i hjemmet, og ændrede ikke herpå, selv om de andre krigsførende begyndte at tildele kvinder vigtige opgaver inden for produktionen.
| Citat                                                                   | Jeg spørger: Ønsker I den totale krig? Om nødvendigt, ønsker I en krig, som er mere total og radikal end noget, I kan forestille jer i dag? | Citat |
| Propagandaminister Joseph Goebbels, 18. februar 1943 i Sportpalasttalen | |       |

Fastholdelsen af doktrinen om en kort krig var et handicap for tyskerne. Hverken planer eller forventninger var tilpasset tanken om en langvarig krig, før Operation Barbarossa slog fejl. Et stort strategisk nederlag i Slaget om Moskva tvang Albert Speer, som blev udpeget til Tysklands rustningsminister først i 1942, til at nationalisere den tyske krigsproduktion og fjerne den værste ineffektivitet.
Under hans ledelse skete der en tredobling af våbenproduktionen og den nåede først sit højdepunkt i slutningen af 1944. At opnå det under de ødelæggelser, som blev forårsaget af den voksende allierede bombeoffensiv, viser, hvor lidt den tyske industri var mobiliseret i de tidlige faser af krigen. Det var fordi den tyske økonomi i betydelig grad var under-mobiliseret, at den kunne modstå luftangrebene. Det civile forbrug lå højt i de første år af krigen, og lagrene i såvel industrien som blandt forbrugerne var store. Det hjalp økonomien til at afbøde effekten af bombardementerne.
Fabrikker og maskiner var mange og blev ikke fuldt udnyttet, så det var forholdsvis let at erstatte de maskiner som blev ødelagt. Udenlandsk arbejdskraft, både slavearbejdere og tvangsarbejdere fra nabolande, som deltog i Antikominternpagten, blev brugt til at forøge arbejdsstyrken i den tyske industri, som var under pres fra stigende indkaldelser til de væbnede styrker (Wehrmacht).

#### Sovjetunionen
Sovjetunionen var en planøkonomi, som allerede havde et økonomisk og juridisk system, som tillod at økonomien og samfundet blev ændret til at kæmpe en total krig. Flytningen af fabrikker og hele arbejdsstyrker til øst for Uralbjergene i takt med at tyskerne rykkede frem gennem Sovjetunionen i 1941 var et imponerende stykke planlægning. Kun de fabrikker, som kunne bruges i krigsindsatsen blev flyttet på grund af den sovjetiske regerings opbakning til den totale krig.
Østfronten under 2. verdenskrig bestod fra 22. juni 1941 til 9. maj 1945. Det var her de mest voldsomme kampe foregik, målt i antal soldater, udstyr og tab. Østfronten blev berygtet for den hidtil usete voldsomhed, ødelæggelserne og de umådelige tab af menneskeliv. Kampene omfattede millioner af tyske og sovjetiske soldater langs en bred front, som var hundreder af kilometer lang. Forskere mener, at op imod 27 mio. sovjetiske borgere mistede livet under krigen, herunder ca. 8,7 mio. soldater, som døde i krigen eller i krigsfangelejre. Millioner af civile døde af sult, kulde, grusomheder og massakrer.
Under Belejringen af Leningrad blev nye T-34 kampvogne kørt – ufærdige på grund af mangel på maling – direkte fra fabrikken til fronten. Det kom til at symbolisere Sovjetunionens opbakning til krigen og regeringens totale krigs-politik.
For at opmuntre det sovjetiske folk til at arbejde hårdere, opmuntrede den kommunistiske regering folkets kærlighed til moderlandet, og tillod endda genåbning af Russisk-ortodokse kirker, da den mente, at det ville styrke krigsindsatsen.

#### De Forenede Stater
De Forenede Stater undergik en storstilet mobilisering af de nationale ressourcer under 2. verdenskrig. Forholdene på hjemmefronten var ikke nær så slemme som i Storbritannien og Sovjetunionen, men De Forenede Stater begrænsede dog i betydeligt omfang de civile bekvemmeligheder til gavn for krigsførelsen.
Strategerne i det amerikanske militær så på stormene i horisonten i Europa og Asien og begyndte i det stille at udarbejde beredskabsplaner allerede i midten af 1930'erne. Nye våben og våbenplatforme blev udformet og gjort klar. Efter udbruddet af krigen i Europa og flytningen af den igangværende angrebskrig i Asien blev indsatsen kraftig forøget. Frankrigs fald og luftkrigen mod Storbritannien foruroligede amerikanerne, som havde nære forbindelser med begge lande, og der blev indført værnepligt i fredstid. Der blev gennemført Lend-Lease lovgivning for at støtte briterne, og der blev ydet hemmelig bistand til kineserne.
Den offentlige mening i USA var imidlertid stadig imod involvering i Europa og Asien. I 1941 blev Sovjetunionen det næste land, som blev invaderet, og USA sendte også hjælp hertil. Amerikanske skibe begyndte at forsvare forsyningskonvojer til de allierede lande mod angreb fra ubåde, og der blev indført et totalt handelsembargo mod Kejserriget Japan for at forhindre landets militær i at få de råvarer, som dets fabrikker og militær havde brug for til at kunne fortsætte offensiven i Kina.
I slutningen af 1941 besluttede den japanske regering, som var domineret af hæren, at erobre de strategiske ressourcer i Sydøstasien og Indokina, som de vestlige magter ikke ville sælge. Planlægningen af denne aktion omfattede det pludselige angreb på de britiske styrker i Hong Kong, Filippinerne, Malaya og den fremskudte amerikanske flådebase ved Pearl Harbor på Hawaii.
Som svar på disse angreb erklærede USA og Storbritannien krig mod Japan dagen efter. Nazityskland erklærede krig mod USA nogle få dage senere sammen med det fascistiske Italien. Den amerikanske regering erklærede krig mod begge disse lande og var dermed fuldt ud deltager i 2. verdenskrig.
I takt med at USA begyndte at omlægge økonomien til en storkrig, blev der sat gang i informations og propagandaaktiviteterne. Civile, herunder børn, blev opfordret til at tage del i indsamlinger af fedt, smørelse og skrotmetal. Mange fabrikker, som lavede varer, der ikke var vigtige for krigsindsatsen, blev omlagt til krigsproduktion. Produktivitetsniveauer, som tidligere var uhørte, blev nået under krigen. Store fragtskibe blev rutinemæssigt bygget på 1½ måned, og kampvogne strømmede ud af bilfabrikker. Få år efter den amerikanske indtræden i 2. verdenskrig var næsten enhver våbenduelig mand mellem 18 og 30 blevet indkaldt til militæret, så længe krigen varede. Rationering af basisvarer blev indført for at omlægge produktionskapaciteten til krigsbehov.
| Citat                                                                         | Det er vanskelig sag at lave en dims til en himstregims Især når man ikke ved hvad den er til Men det er pigen, som laver dimsen, som borer hullet, der rummer fjedren, der påvirker himstregimsen, som får maskinerne til at larme. Og det er pigen, som laver dimsen, som rummer olien, som smører ringen, der påvirker himstregimsen, som skal vinde krigen. | Citat |
| "The Thing-Ummy Bob", Gracie Fields gjorde denne britiske sang populær i USA. | |       |

Tidligere uberørte dele af nationen blev mobiliseret til krigsindsatsen. Akademikere blev til teknokrater, hjemmegående kvinder blev til bombemagere (et stort antal kvinder arbejdede i sværindustrien under krigen), fagforeningsledere og forretningsfolk blev ledere af de store produktionshære. De store videnskabelige institutioner i USA blev mobiliseret som aldrig før, og matematikere, læger, ingeniører og kemikere kastede sig over de forhåndenværende problemer.
Ved krigens slutning var der gjort en mængde fremskridt indenfor medicin, fysik, ingeniørvidenskab og de øvrige videnskaber. Selv de teoretiske fysikere, hvis teorier ikke mentes at have militær anvendelse (dengang) blev sendt langt ud i den amerikanske ørken for at arbejde i hemmelige laboratorier med vigtige militære projekter som grundlæggende ændrede historiens gang.
Ved krigens slutning havde De forenede Stater mistet mange soldater, men havde undgået de store skader på den civile og industrielle infrastruktur, som andre deltagere havde lidt. Da landet kom forholdsvis uskadt gennem krigen blev USA en af verdens førende magter.

#### Betingelsesløs overgivelse
| Citat                                                                                   | Rent faktisk var Dresden en mængde våbenfabrikker, et intakts regeringscentrum og et transportknudepunkt mod øst. Det er nu ingen af disse ting. | Citat |
| Luftmarskal Arthur Harris, i et memorandum til Luftfartsministeriet den 29. marts 1945: | |       |

Efter at De forenede Stater gik ind i 2. Verdenskrig erklærede Franklin D. Roosevelt på Casablanca-konferencen overfor de øvrige Allierede og pressen, at betingelsesløs overgivelse var målet med krigen mod Aksemagterne Tyskland, Italien og Japan. Før denne erklæring kunne de enkelte regeringer i Aksemagterne havde forhandlet en våbenstilstand i lighed med den som sluttede 1. Verdenskrig, og derpå en betinget overgivelse, når de følte at krigen var tabt.
Den betingelsesløse overgivelse af de vigtigste Aksemagter førte til et juridisk problem ved Nürnbergprocessen efter krigen, fordi retssagerne syntes at være i strid med artikel 63 og 64 i Genevekonventionen fra 1929. Hvis sådanne retssager blev afholdt, skete det i reglen inden for rammerne af det besejrede lands eget juridiske system, som det var tilfældet i nogle af de mindre Aksemagter. For at undgå dette hævdede de allierede at de største krigsforbrydere var taget til fange efter krigens slutning, så de var ikke krigsfanger, og dermed var de ikke omfattet af Genevekonventionen. Desuden skabte sammenbruddet af Aksemagternes regimer en situation af totalt nederlag (debellatio) så reglerne i Haager Landkrigsreglementet af 1907 om militær besættelse ikke kunne anvendes.

### Efterkrigstiden
Siden 2. verdenskrig har ingen industrinationer udkæmpet en så stor afgørende krig, da der nu findes våben, som er så destruktive, at deres brug ville opveje fordelen ved sejr. Udkæmpelse af totale krige, hvor der anvendes atomvåben er noget som i stedet for at vare år, og kræve en fuld mobilisering af et lands ressourcer, i lighed med 2. verdenskrig, ville være overstået i løbet af få minutter. Sådanne våben er udviklet og opretholdes med forholdsvis små fredstidsbudgetter.
I slutningen af 1950'erne involverede den ideologiske hårdknude i Den kolde krig mellem Vesten og Sovjetunionen tusinder af atomare våben, som var rettet mod modparten. Strategisk blev ligevægten i ødelæggelseskraft fra begge sider kendt som Mutually Assured Destruction (MAD), dvs. tanken om at et nukleart angreb fra en supermagt ville føre til et nukleart modangreb fra den anden. Dette ville føre til flere hundrede millioner døde i en verden hvor, "De levende vil misunde de døde", som det hedder i et citat, der ofte tilskrives Nikita Khrusjtjov.
Under Den kolde krig forsøgte Supermagterne at undgå åben krig mellem deres respektive styrker, da begge sider indså at et sådant sammenstød meget let kunne eskalere og hurtigt føre til brug af atomare våben. I stedet bekæmpede supermagterne hinanden ved involvering i stedfortræderkrige, militær oprustning og diplomatiske hårdknuder.
Ved stedfortræderkrigene støttede hver supermagt sine respektive allierede i konfligter mod styrker der var knyttet til den anden supermagt, såsom i Koreakrigen, Vietnamkrigen og Den afghansk-sovjetiske krig.